# Roland Simon-Schaefer
Roland Simon-Schaefer (* 18. Februar 1944 in Berchtesgaden; † 17. Februar 2010) war ein deutscher Philosoph und Hochschullehrer.

## Biografie
Nach dem Schulbesuch studierte er Philosophie, Germanistik und Geschichte an der Universität Köln bei Professor Hermann Lübbe sowie der Ruhr-Universität Bochum. Nach Promotion und Habilitation war er an den Universitäten Zürich, Düsseldorf, Braunschweig, Magdeburg, Hannover und Hildesheim tätig, ehe er 1996 nach dem Weggang von Walther Christoph Zimmerli an die Philipps-Universität Marburg als Vertretungs-Professor den Lehrstuhl für Philosophie II an der Otto-Friedrich-Universität Bamberg übernahm. Die Wiederbesetzung des Lehrstuhls zog sich bis 1999 hin. In dieser Zeit hat sich Simon-Schaefer auch an die Universität Bamberg umhabilitiert. Als dann Michael Hampe den Lehrstuhl übernahm, behielt Simon-Schaefer als außerplanmäßiger Professor seine Lehrtätigkeit bei. Nachdem Michael Hampe 2003 einen Ruf an die ETH Zürich angenommen hatte, vertrat Simon-Schaefer wieder den Lehrstuhl bis zur Ernennung von Christian Illies 2008.
Über einen Zeitraum von insgesamt 12 Jahren war Simon-Schaefer damit faktisch die prägende Gestalt an diesem philosophischen Lehrstuhl, obwohl er nie einen Ruf erhalten hat; bei der Berufung in der Nachfolge von Zimmerli wurde er nicht berücksichtigt, weil er zu diesem Zeitpunkt bereits die Altersgrenze für Berufungen (52 Jahre) nach den bayerischen Bestimmungen überschritten hatte. Dass der Lehrstuhl nach dem Weggang von Hampe so lange nicht ausgeschrieben wurde und von Simon-Schaefer vertreten werden konnte, geht auf ein offensichtliches Agreement zwischen der Universitätsleitung und Simon-Schaefer zurück.
Als Hochschullehrer befasste er sich dabei nicht nur mit der Theorie der Kunst, politischer Philosophie und Gesellschaftstheorie, sondern war vor allem treibende Kraft der Bamberger Hegel-Woche. In seinen Vorlesungen und Seminaren befasste er sich unter anderem mit den Themen Apologie des Sokrates, Ontologie, Metaphysik, Anthropologie sowie dem Tractatus theologico-politicus des Baruch Spinoza. In dem Buch Theorie zwischen Kritik und Praxis. Jürgen Habermas und die Frankfurter Schule (1975) zeigte er Sympathien mit dem Kritischen Rationalismus und argumentierte gegen Jürgen Habermas "auf der Linie der bekannten Kritik von Hans Albert".
Simon-Schaefer war langjähriges Mitglied der Fränkischen Gesellschaft für Philosophie e. V. mit Sitz in Bamberg.

## Veröffentlichungen (Auswahl)
- Dialektik. Kritik eines Wortgebrauchs, 1973
- Theorie zwischen Kritik und Praxis. Jürgen Habermas und die Frankfurter Schule, Co-Autor Walther Christoph Zimmerli, 1990
- Kleine Philosophie für Berenike, 1996 (Nachdruck 2001)
- Bamberger Hegelwochen: Globalisierung. Herausforderung für die Philosophie, Hegelwochen 1997: BD 8/1997, Co-Autoren Karl-Otto Apel und Vittorio Hösle, 1998
- Bamberger Hegelwochen: Renaissance der Gesellschaftskritik? Hegelwochen 1998: BD 9/1998, Co-Autoren Hans Albert und Herbert Schnädelbach, 1999
- Bamberger Hegelwochen: Die Zukunft der Wirtschaftsgesellschaft, Hegelwochen 1999: BD 10/1999, Co-Autoren Ricardo Díez-Hochleitner, Peter Meyer-Dohm und Oswald Schwemmer, 2000
- Philosophie konkret: Praktische Philosophie in der Diskussion, Co-Autor Franz J. Albers, 2009